# 1955-ös magyar asztalitenisz-bajnokság
Az 1955-ös magyar asztalitenisz-bajnokság a harmincnyolcadik magyar bajnokság volt. A bajnokságot március 4. és 6. között rendezték meg Budapesten, a Nemzeti Sportcsarnokban.

## Eredmények
| Versenyszám  | Arany                                                    | Arany | Ezüst                                                   | Ezüst | Bronz                                                   | Bronz |
| ------------ | -------------------------------------------------------- | ----- | ------------------------------------------------------- | ----- | ------------------------------------------------------- | ----- |
| Férfi egyéni | Kóczián József Bp. Petőfi                                |       | Sidó Ferenc Bp. Vörös Meteor                            |       | Földy László Zuglói Dózsa                               |       |
| Női egyéni   | Kóczián Éva Bp. Vasas                                    |       | Kerekes Imréné Bp. Kinizsi                              |       | Simon Béláné Bp. Vasas                                  |       |
| Férfi páros  | Sidó Ferenc, Kóczián József Bp. Vörös Meteor, Bp. Petőfi |       | Farkas József, Hámori Tibor Bp. Spartacus, Zuglói Dózsa |       | Bubonyi Zoltán, Semsei Sándor Bp. Petőfi, Bp. Spartacus |       |
| Női páros    | Jávor Károlyné, Sági Edit Bp. Vasas, Bp. Kinizsi         |       | Kóczián Éva, Simon Béláné Bp. Vasas                     |       | Kerekes Imréné, Mossóczy Lívia Bp. Kinizsi              |       |
| Vegyes páros | Szepesi Kálmán, Kóczián Éva Bp. Vörös Meteor, Bp. Vasas  |       | Árvai Miklós, Jávor Károlyné Bp. Lokomotív, Bp. Vasas   |       | Kóczián József, Kerekes Imréné Bp. Petőfi, Bp. Kinizsi  |       |